# Segunda de Analco
Segunda de Analco, även benämnd La Presa, är en ort i Mexiko, tillhörande kommunen Coatepec Harinas i södra delen av delstaten Mexiko. Orten hade 934 invånare vid folkräkningen 2010.